# Dutch Street Art Awards
De Dutch Street Art Awards is een kunstprijs die sinds 2016 jaarlijks wordt uitgereikt aan kunstenaars of initiatieven die een bijdrage leveren aan straatkunst in Nederland. Het evenement vindt plaats in Amsterdam.

## 2016
- Locatie: Pakhuis de Zwijger, Amsterdam
- Jury: Hedy d'Ancona, Bertjan ter Braak, Ben Eine, D*Face, Annemarie de Wildt, Ans Markus

Lijst van de winnaars:
| Categorie                                     | Winnaar               | Overige genomineerden                                  |
| --------------------------------------------- | --------------------- | ------------------------------------------------------ |
| Sickest Street Artist NL (beste kunstenaar)   | Telmo Miel            | Super A, Klaas Lageweg, I Am Eelco                     |
| Wonderwall (beste mural)                      | Collin van der Sluijs | I Am Eelco, Telmo Miel, Super A                        |
| Most Cutting Edge Stencil (beste stencil art) | Pipsqueak was here    | Albert Heijnsteijn, DHM, Roy Schreuder                 |
| Dutch Got Talent (grootste talent)            | Roy Schreuder         | Foose, Dolle Baas, Loes van Delft                      |
| Oh My Gallery (beste gallerie)                | Go Gallery            | Kallenbach, Homebase Pop-up Gallery, Dampkring Gallery |
| Awesome Advertising                           | Peter Ernst Coolen    | Daan Roosegaarde, Super A, I Am Eelco                  |
| Video Virtuoso                                | Backstage Bastards    | Sober Industries, Studio Giftig, Whatsgood             |
| Perfect Picture                               | 2new4streetview       | Vokal, Nickynahafahik, Amsterdam Bonbon                |
| Publieksprijs                                 | Lastplak              | -                                                      |
| Legend                                        | The London Police     | -                                                      |

## 2017
- Locatie: Posthoornkerk, Amsterdam
- Jury: Mirik Milan, Joker, Bert Hagendoorn, Tracy Metz, Leon Keer, Hugo Kaagman, Wayne Anthony

Lijst van de winnaars:
| Categorie           | Winnaar         | Overige genomineerden                                         |
| ------------------- | --------------- | ------------------------------------------------------------- |
| Best Artist         | Delta           | Hugo Kaagman, Shoe, Telmo Miel, The London Police, Zedz       |
| Dutch Mural         | Karski & Beyond | Dynamo, Telmo Miel, I Am Eelco, Eduardo Kobra, Shoe           |
| Global Mural        | Zedz            | Mr. June, Collin van der Sluijs & Super A, Shoe               |
| Best Message        | Kamp Seedorf    | Beazarility & Sjem Bakkus, Laser 3.14, Franky                 |
| Young Talent        | JDL street art  | Roy Schreuder, Maureen Kolhoff                                |
| Epic Event          | Kings of Colors | Step in the Arena, Heerlen Murals, Tunnel Vision, Kings Spray |
| Greatest Gallery    | Go Gallery      | Unruly Gallery, Dampkring Gallery, Sober Gallery              |
| Street Photographer | Droos86         | Lukedaduke, Akbar Simonse, Martine Kiers                      |
| Local Government    | Heerlen         | Ede, Den Haag, Breda                                          |
| Publieksprijs       | KBTR            | -                                                             |

## 2023
- Locatie: What Is Happening Here Gallery, Amsterdam
- Jury: Oscar van der Voorn, Rico de Lange, Joost van Bellen, Cathelijne Blok en JDL street art.

De vierde editie werd pas weer in 2023 georganiseerd. Kunstwerken die gemaakt werden tussen 2019 en 2023 konden worden ingezonden, waarna er een selectie werd gemaakt. 
Lijst van de winnaars:
| Categorie             | Winnaar              | Overige genomineerden                                                                                                  |
| --------------------- | -------------------- | --- |
| Most Intense Mural    | Studio Giftig        | Gomad, Telmo Miel, I Am Eelco, Colin van der Sluijs                                                                    |
| Global Mural          | Leon Keer            | Mr.June, Super A, IamEelco, Tymon de Laat, Colin van de Sluijs                                                         |
| Greatest Gallery      | Vroom and Varossieau | O.D. Gallery, Unframed, Wanrooij Gallery, Blind Wall Gallery                                                           |
| Freshest Photo        | Sanne Gijsbers       | Kees Kamper, Rosa Meininger, Rianne Nijsen, Marco Buddingh                                                             |
| Most Inventive        | Street Art Frankey   | Jan is de Man, Dopie, Sam Vonk, Rianne te Kaat                                                                         |
| Best Local Initiative | The Secret Garden    | Street Art Streets, Writer’s Block, Blind Walls Gallery, Dutch Graffiti Library, Kings Of Colors, Vroom and Varossieau |
| Best Message          | Nils Westergard      | IamFake, Tycho, Leon Keer, Studio Giftig, Bortusk Leer                                                                 |
| Young Talent          | Tycho                | RoosArt, Dalal, Art.clk, Timber Sommerdijk                                                                             |
| Publieksprijs         | RoosArt              | |